# 1998-as Formula–1 San Marinó-i nagydíj
A San Marinó-i nagydíj volt az 1998-as Formula–1 világbajnokság világbajnokság negyedik futama.

## Futam
| Helyezés | #  | Versenyző             | Csapat/Motor        | Futott körök | Idő/Kiesés oka | Rajthely | Pontszám |
| -------- | -- | --------------------- | ------------------- | ------------ | -------------- | -------- | -------- |
| 1        | 7  | David Coulthard       | McLaren-Mercedes    | 62           | 1'34:25,4      | 1        | 10       |
| 2        | 3  | Michael Schumacher    | Ferrari             | 62           | +4,554         | 3        | 6        |
| 3        | 4  | Eddie Irvine          | Ferrari             | 62           | +51,775        | 4        | 4        |
| 4        | 1  | Jacques Villeneuve    | Williams-Mecachrome | 62           | +54,59         | 6        | 3        |
| 5        | 2  | Heinz-Harald Frentzen | Williams-Mecachrome | 62           | +1:17,476      | 8        | 2        |
| 6        | 14 | Jean Alesi            | Sauber-Petronas     | 61           | +1 kör         | 12       | 1        |
| 7        | 10 | Ralf Schumacher       | Jordan-Mugen-Honda  | 60           | +2 kör         | 9        |          |
| 8        | 23 | Esteban Tuero         | Minardi-Ford        | 60           | +2 kör         | 19       |          |
| 9        | 17 | Mika Salo             | Arrows              | 60           | +2 kör         | 14       |          |
| 10       | 9  | Damon Hill            | Jordan-Mugen-Honda  | 57           | Hidraulika     | 7        |          |
| 11       | 11 | Olivier Panis         | Prost-Peugeot       | 56           | +6 kör         | 13       |          |
| Kiesett  | 20 | Ricardo Rosset        | Tyrrell-Ford        | 48           | Motorhiba      | 22       |          |
| Kiesett  | 21 | Takagi Toranoszuke    | Tyrrell-Ford        | 40           | Motorhiba      | 15       |          |
| Kiesett  | 12 | Jarno Trulli          | Prost-Peugeot       | 34           | Gázadagoló     | 16       |          |
| Kiesett  | 22 | Nakano Sindzsi        | Minardi-Ford        | 27           | Motorhiba      | 21       |          |
| Kiesett  | 16 | Pedro Diniz           | Arrows              | 18           | Motorhiba      | 18       |          |
| Kiesett  | 8  | Mika Häkkinen         | McLaren-Mercedes    | 17           | Váltó          | 2        |          |
| Kiesett  | 5  | Giancarlo Fisichella  | Benetton-Playlife   | 17           | Kicsúszás      | 10       |          |
| Kiesett  | 6  | Alexander Wurz        | Benetton-Playlife   | 17           | Motorhiba      | 5        |          |
| Kiesett  | 15 | Johnny Herbert        | Sauber-Petronas     | 12           | Defekt         | 11       |          |
| Kiesett  | 19 | Jan Magnussen         | Stewart-Ford        | 8            | Erőátvitel     | 20       |          |
| Kiesett  | 18 | Rubens Barrichello    | Stewart-Ford        | 0            | Kicsúszás      | 17       |          |

## A világbajnokság élmezőnyének állása a verseny után
| H  | Versenyzők            | Pont | H  | Konstruktőrök       | Pont |
| -- | --------------------- | ---- | -- | ------------------- | ---- |
| 1. | Mika Häkkinen         | 26   | 1. | McLaren-Mercedes    | 49   |
| 2. | David Coulthard       | 23   | 2. | Ferrari             | 31   |
| 3. | Michael Schumacher    | 20   | 3. | Williams-Mecachrome | 13   |
| 4. | Eddie Irvine          | 11   | 4. | Benetton-Playlife   | 7    |
| 5. | Heinz-Harald Frentzen | 8    | 5. | Sauber-Petronas     | 4    |

### Statisztikák
Vezető helyen: David Coulthard 62 (1-62)
David Coulthard 4. győzelme, 7. pole-pozíciója, Michael Schumacher 29. leggyorsabb köre.
- McLaren 110. győzelme.